# Сегрі (Іран)
Сегрі (перс. سهري) — село в Ірані, у дегестані Бала-Хіябан-е Літкух, в Центральному бахші, шагрестані Амоль остану Мазендеран. За даними перепису 2006 року, його населення становило 91 особу, що проживали у складі 22 сімей.

## Клімат
Середня річна температура становить 16,02°C, середня максимальна – 30,02°C, а середня мінімальна – 2,38°C. Середня річна кількість опадів – 796 мм.
| Клімат поселення                              | Клімат поселення | Клімат поселення | Клімат поселення | Клімат поселення | Клімат поселення | Клімат поселення | Клімат поселення | Клімат поселення | Клімат поселення | Клімат поселення | Клімат поселення | Клімат поселення | Клімат поселення |
| Показник                                      | Січ.             | Лют.             | Бер.             | Квіт.            | Трав.            | Черв.            | Лип.             | Серп.            | Вер.             | Жовт.            | Лист.            | Груд.            |                  |
| Середній максимум, °C                         | 11,30            | 11,74            | 13,98            | 19,20            | 22,95            | 27,36            | 30,00            | 30,02            | 26,96            | 22,64            | 17,49            | 13,25            |                  |
| Середня температура, °C                       | 6,84             | 7,29             | 9,52             | 14,75            | 18,49            | 22,89            | 25,35            | 25,38            | 22,33            | 17,98            | 12,84            | 8,59             |                  |
| Середній мінімум, °C                          | 2,38             | 2,83             | 5,06             | 10,29            | 14,03            | 18,44            | 20,69            | 20,72            | 17,68            | 13,34            | 8,20             | 3,94             |                  |
| Норма опадів, мм                              | 84               | 66               | 60               | 32               | 30               | 25               | 20               | 43               | 84               | 137              | 114              | 101              |                  |
| Середньомісячна швидкість вітру, м/с          | 1.82             | 2.45             | 2.50             | 2.34             | 2.34             | 2.16             | 2.26             | 2.10             | 1.91             | 1.92             | 1.90             | 1.83             |                  |
| Середньомісячна сонячна радіація, кДж/м²·день | 8492             | 10623            | 12692            | 15939            | 19601            | 21527            | 21369            | 18971            | 15534            | 12242            | 9816             | 8015             |                  |
| --------------------------------------------- | ---------------- | ---------------- | ---------------- | ---------------- | ---------------- | ---------------- | ---------------- | ---------------- | ---------------- | ---------------- | ---------------- | ---------------- | ---------------- |
| Джерело:                                      |                  |                  |                  |                  |                  |                  |                  |                  |                  |                  |                  |                  |                  |